# Gotlands infanteriregemente
Gotlands infanteriregemente (I 18) var ett infanteriförband inom svenska armén som verkade i olika former åren 1887–1963. Förbandsledningen var förlagd i Visby garnison i Visby.

## Historia

### Bildandet
Regementet har sitt ursprung i № 27 Gotlands nationalbeväring som skapades den 5 februari 1811 som ett resultat av en rysk ockupation 1808. Infanteriregementet fick numreringen № 27 och övningsplatsen bestämdes till Visborgsslätt.

### Ordningsnumret
I samband med 1914 års härordning justerades 1914 samtliga ordningsnummer inom armén. För Gotlands infanteriregemente innebar det att regementet blev tilldelad beteckningen I 27. Justeringen av beteckningen gjordes för att särskilja regementen och kårer mellan truppslagen, men även från deras eventuella reserv- och dubbleringsregemente, där huvudregementet till exempel hade beteckningen I 11 och reservregementet enligt 1914 års härordning hade beteckningen I 111.

### 1925 års försvarsbeslut
Genom försvarsbeslutet 1925 beslutades att Gotlands infanteriregemente skulle upplösas den 31 december 1927. I dess ställe skulle Gotlands infanterikår bildas den 1 januari 1928. Anledningen var att samtliga infanteriförband som kvarstod från 1928 reducerades med en infanteribataljon. Infanteriet skulle från 1928 bestå av 20 infanteriregemente, en infanterikår och en stridsvagnsbataljon. Dessa skulle sedan organiseras i två olika förbandstyper: 12 regementen med normalorganisation och åtta regementen med begränsad organisation. Vid förband med begränsad organisation var rekrytskolans sommarutbildningen ordnad på endast 5 kompanier och vid Gotlands infanterikår på 4 kompanier, jämfört med 6 kompanier vid förband med normalorganisation.
I och med genomförandet av 1925 års försvarsbeslut bröts väsentliga delar av det tidigare rangordningssystemet sönder. Detta skedde genom att truppförband med höga stamnummer flyttades in i låga nummer som blivit vakanta efter avvecklade eller sammanslagna regementen och därvid även fick tillgodoräkna rang i enlighet med platsen i nummerserien. Gotlands infanterikår som hade ett högt stamnummer, övertog från den 1 januari 1928 det nummer som Västmanlands regemente tidigare innehaft, det vill säga I 18. Genom 1936 års försvarsbeslut blev kåren åter regemente och återtog sitt gamla namn, Gotlands infanteriregemente. 

### Pansarregementet
I samband med försvarsbeslutet 1958 beslutade riksdagen att åtta pansarbrigader med nya stridsfordon skulle organiseras inom armén. Ett beslut som av ekonomiska skäl ändrades i augusti 1960 till att endast omfatta sju pansarbrigader. Norra skånska infanteriregementet (I 6), Södra skånska infanteriregementet (I 7) och Gotlands infanteriregemente (I 18) var de infanteriregementen som överfördes från infanteriet, samt Södermanlands regemente (I 10) som återfördes till pansartrupperna.
På Gotland fanns sedan 1944 detachementet Göta pansarlivgardes detachement på Gotland. Detachementet kom från den 1 april 1963 att uppgå i det nya regementet Gotlands regemente, för att där bilda stommen i det nya pansarregementet. Gotlands regemente fick samtidigt beteckningen P 18.

## Verksamhet
Nationalbeväringen övades på många platser spridda över Gotland. I samband med att de gotländska förhållandena delvis anpassats efter 1885 års värnpliktslag och tjänstgöringsplikten begränsats till åldersgrupperna 21-40 år och övningsplikten minskat från 64 dagar till 54 dagar, men samtidigt antalet officerare och underofficerare ökats och dessa blivit fast anställt manskap gjordes nationalbeväringen om till två separata, Gotlands infanteriregemente och Gotlands artillerikår år 1887.
Då värnpliktstjänstgöringen förlängdes till 90 dagar 1892 uppfördes även lägerhyddor för manskapet. Manskapet var då utrustade med Remingtongevär av m/1860-1867. Dessas ersattes 1894 av det modernare finkalibrigare Remington m/1867-1889. 1900 erhöll man sina första leveranser av Gevär m/96, men det dröjde till 1907 innan alla de inkallade soldaterna kunde utrustas med mausergevär.
Övningstiden var förlagd till sommaren. År 1898 beviljades en utökning av stamtruppen med 200 meniga soldater för att hålla en åretruntberedskap vid regementet. Stamtruppen utgjorde därefter nära 500 man. Underhålls- och sjukvårdsförband inrättades 1901 jämte en velocipedryttaravdelning för spaning. Då i samband med 1901 års försvarsbeslut övningstiden förlängdes till 240 dagar för infanteriet fick regementet en över hela året förlagd övningstid. På grund av Gotlands läge och brist på rekryter beslutades även att ön skulle tillföras 500 rekryter från fastlandet varje år. 
År 1914 fick regementet sin första tilldelning av automatvapen i form av 20 kulsprutegevär av Madsens konstruktion. I slutet av året fick man även sina första riktiga kulsprutor av Schwarzloses konstruktion. I samband med detta organiserades ett kulsprutekompani vid förbandet.

## Brigader
Regementet kom genom försvarsbeslutet 1942 att organisera ett fältregemente som genom försvarsbeslutet 1948 kom att omorganiseras till infanteribrigad. Regementet var tillsammans med Värmlands regemente (I 2) och Norrbottens regemente (I 19) tre infanteriregementen som inte kom att sätta upp ett så kallat dubbleringsregemente.

### Gotlandsbrigaden
Gotlandsbrigaden (IB 18) bildades 1949 genom att fältregementet Gotlands infanteriregemente (I 18) omorganiserades till brigad. Brigaden kom att bli Gotlands infanteriregementes enda brigad. I samband med försvarsbeslutet 1963 kom brigaden 1963 att slås samman med Göta pansarlivgardes detachement på Gotland (P 1 G) och bildade en pansarbrigad vilken kom att organiseras efter förbandstypen "Pansarbrigad Gotland". Brigaden avvecklades senare genom försvarsbeslutet 2000.

### Bataljoner
| 1861 - Norra bataljonen - 6 x kompanier - Mellersta bataljonen - 7 x kompanier - Södra bataljonen - 8 x kompanier | 1948 - I. bataljonen - 4 x skyttekompanier - II. bataljonen - 4 x skyttekompanier - III. bataljonen - 4 x skyttekompanier - IV. bataljonen - 4 x skyttekompanier |

## Förläggningar och övningsplatser

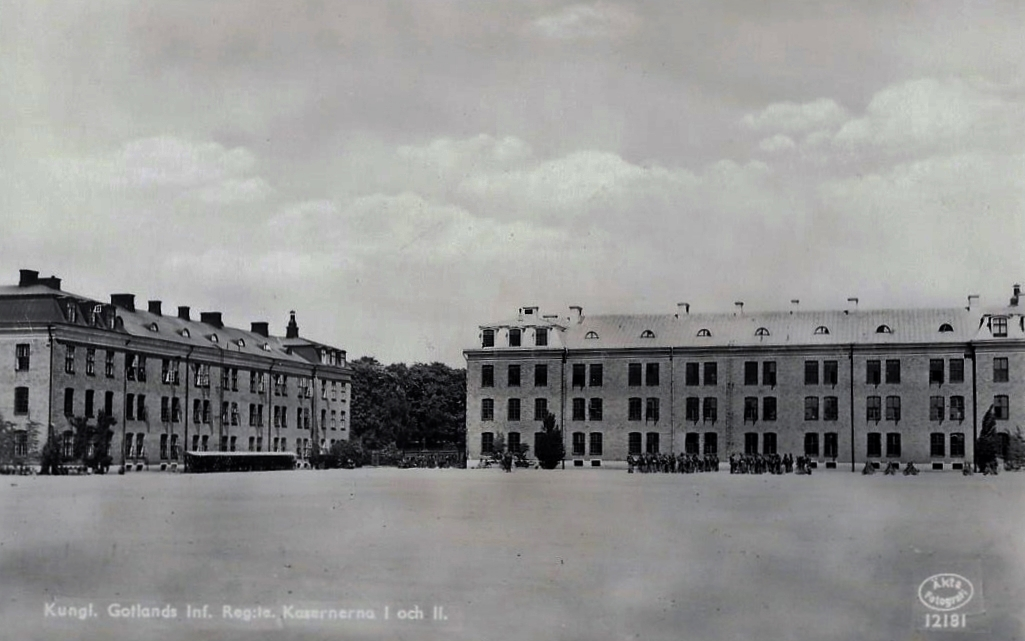
Kaserner vid Gotlands infanteriregemente

I samband med att regementet bildades, kom det att förläggas till Visborgsslätt, där tidigare vissa storövningar och övningar för Visby jägare ordnats. Förråd, expeditioner, matsal och mässar uppfördes på platsen. Då värnpliktstjänstgöringen förlängdes till 90 dagar 1892 uppfördes även lägerhyddor för manskapet.
Regementet förlades den 30 augusti 1905 till ett nyuppfört kasernetablissement på Visborgs slätt, som regementet sedan 1887 hade haft som sin mötes- och lägerplats. Kasernetablissement uppfördes efter 1901 års härordnings byggnadsprogram efter Fortifikationens typritningar för infanterietablissement. Totalt kom drygt ett hundratal byggnader att uppföras inom området.

## Heraldik och traditioner
När regementet bildades övertog regementet den fana som Gotlands nationalbeväring tilldelades den 14 juni 1854 av kung Oscar I. Den fanan troppades 1954, då regementet tilldelades en ny fana den 13 juni 1954 av Chefen för armén Carl August Ehrensvärd.

## Förbandschefer
Kår- och regementschefer verksamma vid regementet åren 1884–1963. Åren 1884–1927 och 1937–1963 betitlades chefen regementschef. Åren 1928–1937 betitlades förbandschefen kårchef. 1908–1928 var militärbefälhavaren på Gotland förbandschef, men befälet över förbandet fördes av överstelöjtnanten som tillförordnad chef.

- 1884–1896: Överste Herman von Hohenhausen
- 1895–1908: Överste Gustaf Björlin
- 1908–1912: Överste Oscar Silverstolpe
- 1912–1916: Överste Erik Bergström
- 1917–1922: Överste Axel Carleson
- 1922–1927: Överste Tell Schmidt
- 1928–1931: Överste Olof Thörnell
- 1931–1937: Överste Gösta Törngren
- 1937–1940: Överste Axel Linde
- 1941–1942: Överste Pehr Janse
- 1942–1945: Överste Gunnar Berggren
- 1945–1951: Överste Herman Levin
- 1951–1957: Överste Folke Haquinius
- 1957–1964: Överste Jan von Horn

### Tillförordnade chefer
- 1908–1910 Otto Scherstén
- 1910–1915 Ludvig Fineman
- 1915–1917 Gösta Leijonhufvud
- 1917–1919 Magnus Adlercreutz
- 1919–1922 Ernst af Sandeberg
- 1922–1923 Victor Landegren
- 1923–1926 Reinhold Geijer
- 1926 Olof Thörnell
- 1926–1928 Axel Thuresson

## Namn, beteckning och förläggningsort
| Kungl. Gotlands infanteriregemente | 1887-01-01 | – | 1927-12-31 |
| Kungl. Gotlands infanterikår       | 1928-01-01 | – | 1937-06-30 |
| Kungl. Gotlands infanteriregemente | 1937-07-01 | – | 1963-03-31 |

| № 27 | 1887-01-01 | – | 1914-09-30 |
| I 27 | 1914-10-01 | – | 1927-12-31 |
| I 18 | 1928-01-01 | – | 1963-03-31 |

| Visby garnison (F) | 1905-09-30 | – | 1963-03-31 |
| Visborgsslätt (Ö)  | 1887-01-01 | – | 1963-03-31 |

## Galleri

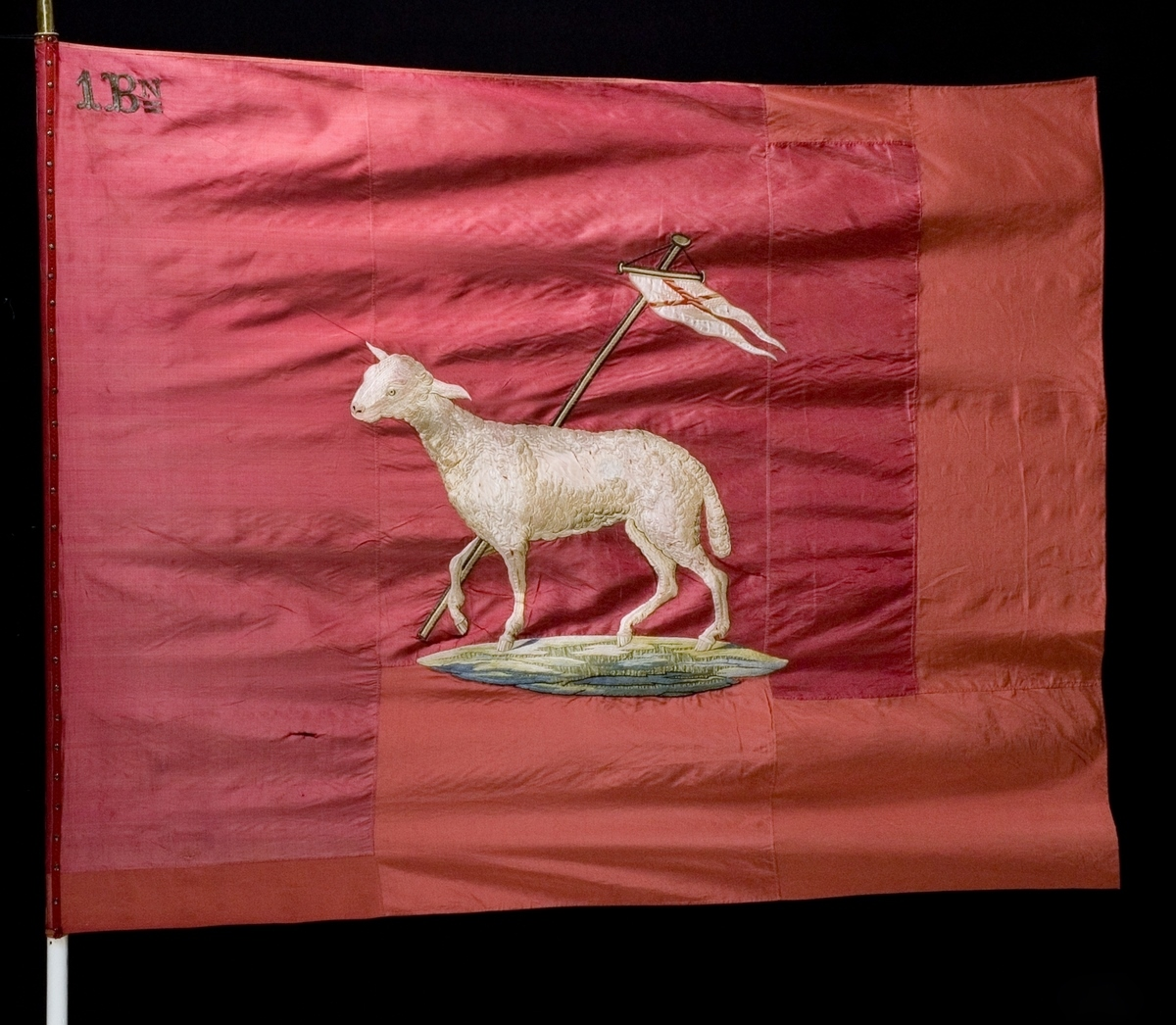
Fana m/1849 ursprungligen för Gotlands nationalbeväring, den blev den 14 juni 1854 tilldelad 1:a bataljonen.
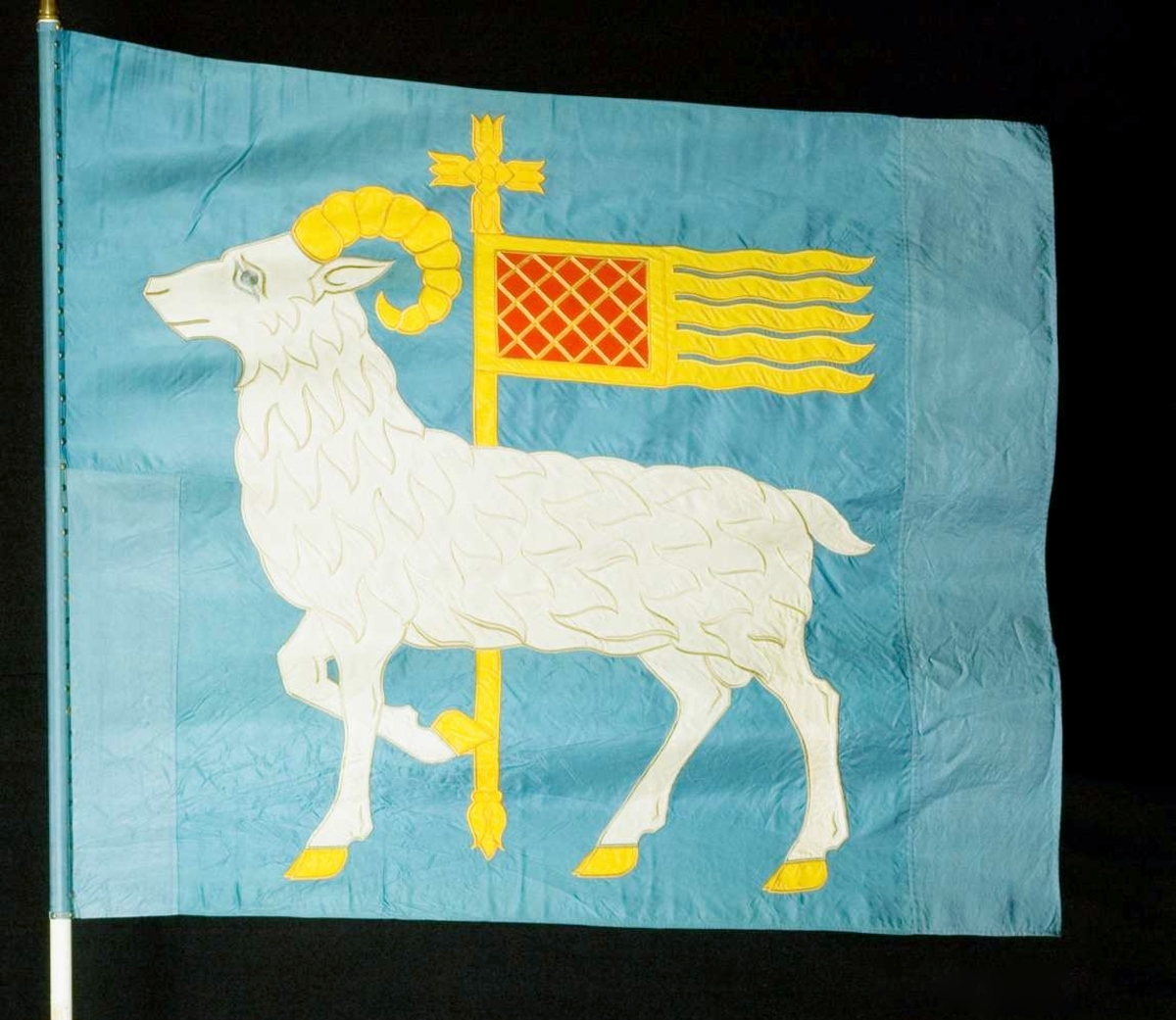
Fana m/1954 för Gotlands infanteriregemente.
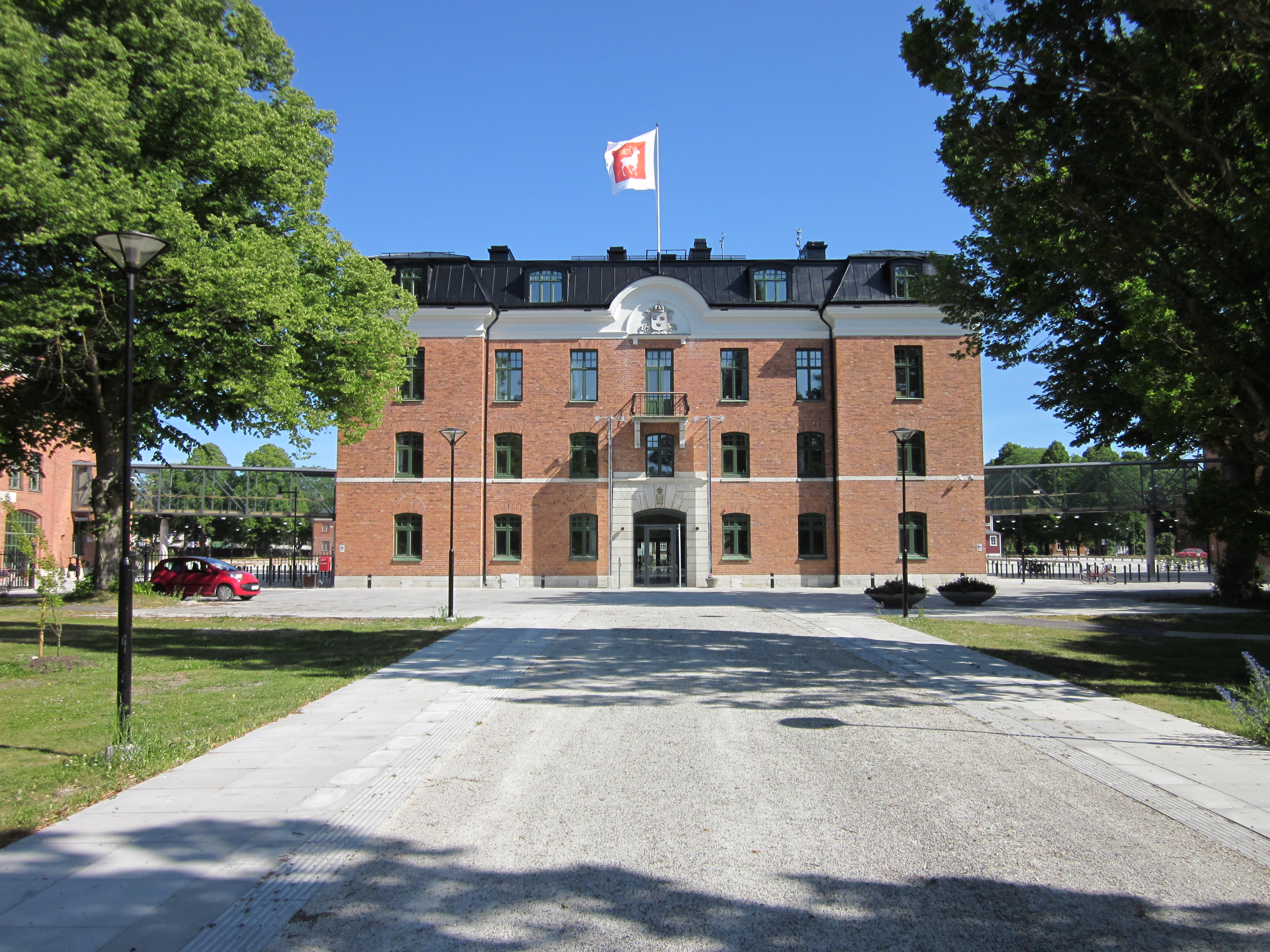
Regementets kanslihus
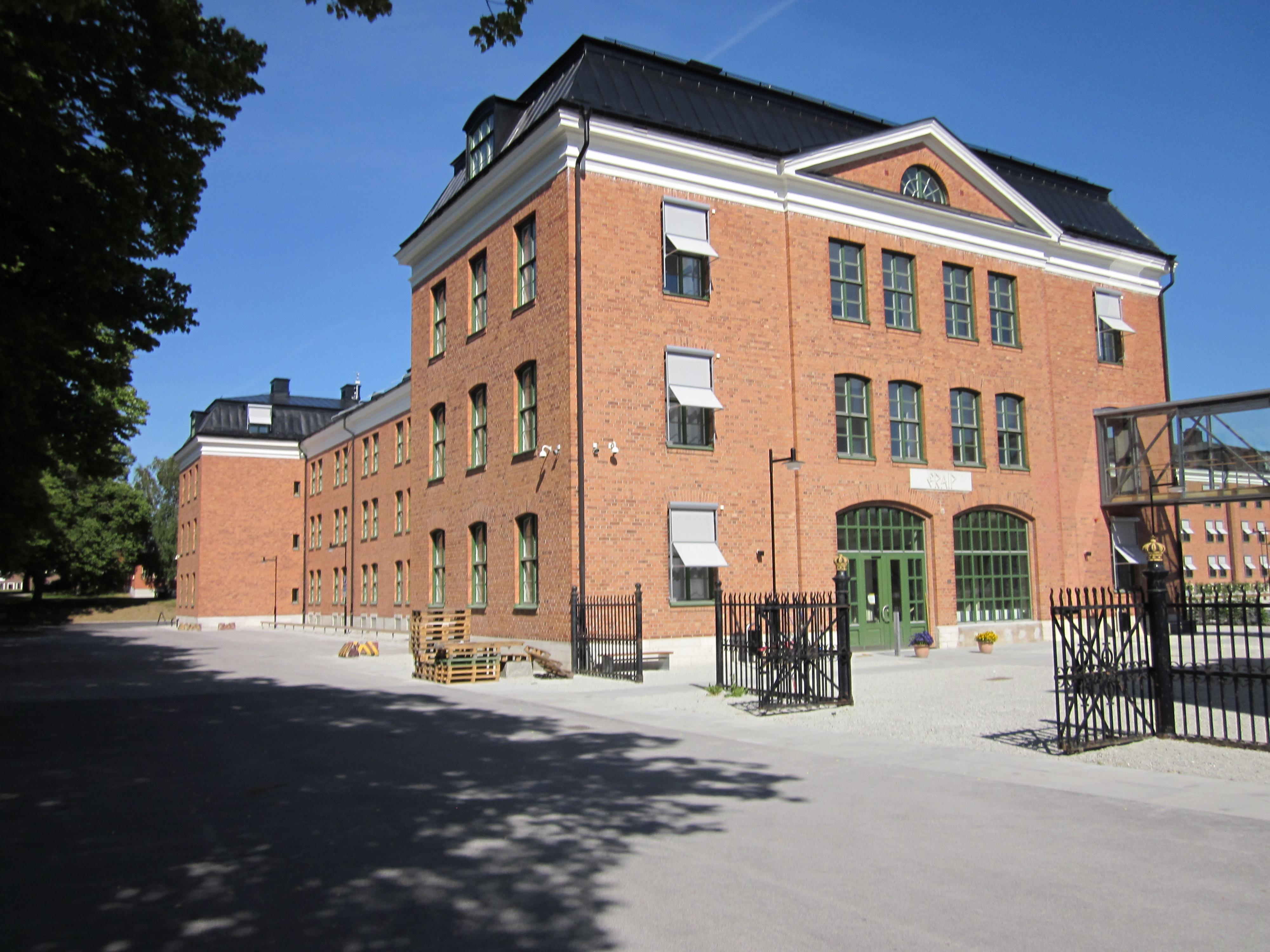
Kasern Graip
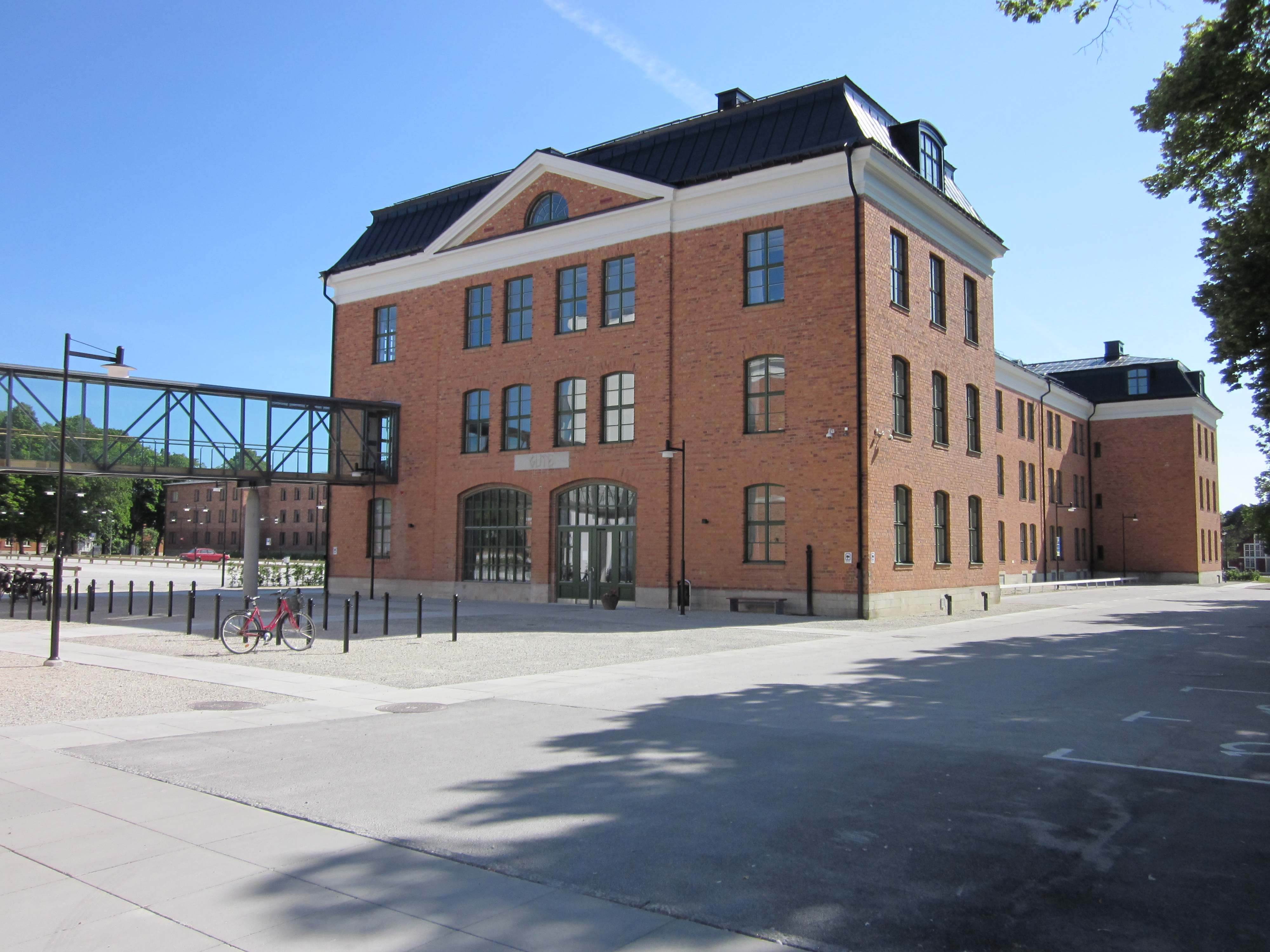
Kasern Gute
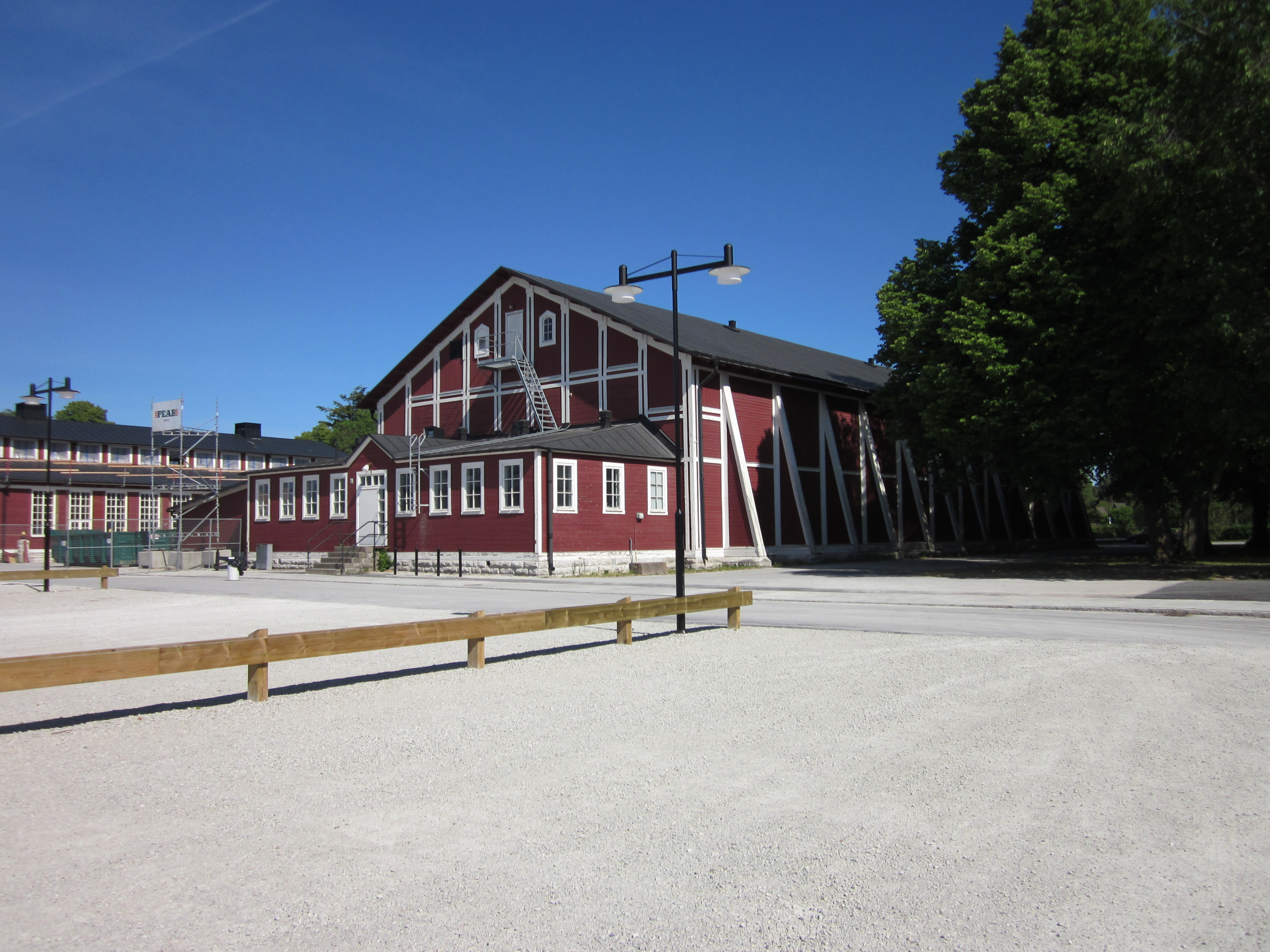
Före detta exercishus